# Hanaborg
Hanaborg est un village situé dans la municipalité de Lørenskog dans le comté d'Akershus en Norvège. Hanaborg est limitrophe à l'ouest de la capitale norvégienne, Oslo ; au nord, se trouve la forêt Haneborgåsen.